# Homer's Enemy
"Homer's Enemy" är avsnitt 23 från säsong åtta av Simpsons. Avsnittet sändes på Fox i USA den 4 maj 1997. I avsnittet anställer Mr. Burns Frank Grimes till sitt kärnkraftverk och han blir Homers kollega. Grimes blir snart irriterad på Homers beteende och inkompetens. Bart blir under tiden ägare av en fabrik. Avsnittet regisserades av Jim Reardon och skrevs av John Swartzwelder baserat på en historia av Bill Oakley.  Frank Welker gästskådespelar som en hund. Avsnittet har av flera bedömts av som en av de mörkaste.

## Handling
Mr. Burns kollar på "Kent's People" som visar ett reportage om Frank Grimes. Reportaget får Burns att anställa Grimes som hans vice VD. Nästa dag ser Burns på TV ett reportage om en hund som gjort hjälteinsatser och han vill istället nu göra den till vice VD. Eftersom Burns glömt att han gav Grimes den rollen dagen innan så ger han istället Grimes ett mindre jobb i Sektor 7G. Grimes blir arbetskollega till Homer och Grimes gillar inte Homer. Han tycker att han har dålig arbetsmoral och är oansvarig. Då Grimes räddar Homer från att av misstag dricka svavelsyra blir Burns arg på Grimes eftersom han förstörde en vägg och han får en varning och lägre lön. Detta gör Grimes ännu mera arg på Homer, och efter att han snor hans privata prylar förklarar Grimes för Homer att han är hans fiende. Bart besöker under tiden en auktion och köper en industrilokal på "35 Industri Way" för en dollar.
Homer bjuder Grimes hem på middag. Då han besöker Homers hem blir han avundsjuk på hans liv och berättar att det han som är felet med Amerika, vilket gör Homer ledsen. Nästa dag försöker Homer bli en mönsteranställd men Grimes tycker att det han gör är patetiskt. Grimes berättar för Homers arbetskompisar hur korkad han är men de förstår inte, Grimes vill då bevisa att Homer är lika intelligent som en sexåring. Bart leker i sin nya fabrik och "anställer" Milhouse. Grimes ser att de har en tävling för barn i fabriken som går ut på att bygga framtidens kärnkraftverk. Grimes ger Homer då ett reklamblad om tävlingen men struntar i att nämna att den är för barn. Homer bestämmer sig för att delta i tävlingen. Under natten rasar fabriken ihop så Bart slutar sin karriär som fabriksägare. Det är final i modelltävlingen och Homer vinner trots att tävlingen var för barn vilket gör Grimes arg och han blir tokig och börjar bete sig som Homer. Grimes tar då med händerna i en högspänningskabel utan säkerhetshandskar och får en elchock och dör. En begravning hålls för Grimes där Homer somnar. Då han ber Marge att byta TV-kanal i sömnen skrattar alla.

## Produktion
"Homer's Enemy" skrevs av John Swartzwelder och regisserades av Jim Reardon. Producenterna Bill Oakley och Josh Weinstein ville göra avsnittet eftersom han ville ha avsnitt som tänjde på gränserna. Idén kom från Bill Oakley som ville ha ett avsnitt där Homer hade en fiende. De ville ha ett avsnitt där en vanlig person som inte känner Homer träffar honom och de valde att han inte skulle gilla honom eftersom de ansåg att det skulle bli roligare. I avsnittet framställs Homer som en vanlig amerikan, men i vissa scener visas han negativa egenskaper och enfald är mycket tydligare är vanligt enligt produktionen.
Animatörerna och designerna hade problem att bestämma hur Grimes skulle se ut. De tänkte en tid designa honom som en stark marinsoldat men de gjorde honom som en blandning mellan Michael Douglas och en rumskamrat till Jim Reardon. Hank Azaria fick göra rösten till Frank Grimes. De tänkte en tid ge den till en gästskådespelare men de valde Azaria eftersom han vet vad som krävs av rollfiguren. Azaria själv skulle valt William H. Macy och gjorde en parodi på honom när han spelade Grimes.  Producenterna hjälpte Azaria mer än de brukar för att förklara vad rollfiguren är för person. Azaria anser efteråt att det är den jobbigaste rollfiguren han haft eftersom det var mycket känslor. Josh Weinstein anser efteråt att det var synd att de dödade Grimes eftersom han är rolig figur. George Meyer har sagt att Grimes var dödsdömd i Springfield då han påpekade alla som omdömeslösa och idioter. Han sa det som vi andra skulle vilja säga. Den korta delen att Bart köper fabrik lades in för att ge lite gladare handling i avsnittet. De valde ett av barnen eftersom man skulle få se vad barnen gör under tiden som Homer får en ny kollega. Frank Grimes har efteråt refererats flera gånger i andra avsnitt.

## Mottagande
Avsnittet fick en Nielsen rating på 7.7 vilket ger 7,5 miljoner hushåll och hamnade på plats 56 över mest sedda program under veckan och hamnade på plats sex över mest sedda på Fox. I boken Leaving Springfield beskriver Robert Sloane att avsnittet visar hänsynen man har för Simpsons. Den visar att deras idéer inte blivit så kritiserade av någon annan i serien som i avsnittet.
Chris Turner anser att i avsnittet kan man anse att Grimes är en hårt arbetande amerikan, men att den late Homer blir segraren i slutet. Josh Weinstein anser att många av fansen anser att avsnitten var för mörk och saknar humorn och den visar Homer som en för dålig person. Warren Martyn och Adrian Wood har i I Can't Believe It's a Bigger and Better Updated Unofficial Simpsons Guide beskrivit avsnittet som en av de mörkaste men också smartaste avsnitten. Under 2007 kallade Vanity Fair kallat avsnittet för den sjunde bästa i seriens historia. Rick Mercer har beskrivit avsnittet att den är bra och en av de mörkaste i serien. Jon Bonné på MSNBC anser att avsnittet är exempel på ett dåligt avsnitt från säsongen.
Under 2000 placerade Matt Groening avsnittet som den sjätte bästa. Avsnittet är en av Josh Weinsteins favoriter och anser att bästa scenen är då Grimes besöker familjen Simpsons hem. Ricky Gervais kallar avsnittet för det mest kompletta avsnittet. I boken My Life as a 10-Year-Old Boy har Nancy Cartwright hyllat Azarias i avsnittet och anser att avsnittet är en bra beskrivning av hur han kan förändra sin röst. Under 2007 ansåg Mike Reiss att avsnittet är en av de två sämsta. Under 2006 listade IGN.com avsnittet som nummer 17 över de bästa engångsrollfigurerna i serien. Då Clancy Wiggum säger till Ralph Wiggum att gå ner från scenen användes repliken i sången "Ralph Wiggum". Under 2000 genomfördes en offentlig bordsläsning av avsnittet på The Comedy Festival.